# Крупа (падавина)
Крупа је врста високе падавине карактеристична за зимски део године, али се јавља и током лета. Излучује се у виду округластих белих, непрозирних и трошних зрна величине два до пет милиметара. Најчешће пада заједно са снегом и кишом, а приликом контакта са подлогом се распрскава.